# Port Moody-Burquitlam (circonscription britanno-colombienne)
Pour les articles homonymes, voir Moody et Burquitlam.
Circonscription électorale provinciale du Canada
Port Moody-Burquitlam (auparavant Port Moody-Coquitlam (2009-2024)) est une circonscription provinciale de la Colombie-Britannique représentée à l'Assemblée législative de la Colombie-Britannique depuis 2009.

## Géographie
En 2020, la circonscription représente les villes de Port Moody, Coquitlam, Anmore et Belcarra, ainsi que la communauté Lake Buntzen
.

## Liste des députés
| Législature | Années | Député | Député | Parti |
| Port Moody-Coquitlam Circonscription issue de Port Moody-Westwood, Burquitlam et Port Coquitlam-Burke Mountain | Port Moody-Coquitlam Circonscription issue de Port Moody-Westwood, Burquitlam et Port Coquitlam-Burke Mountain | Port Moody-Coquitlam Circonscription issue de Port Moody-Westwood, Burquitlam et Port Coquitlam-Burke Mountain | Port Moody-Coquitlam Circonscription issue de Port Moody-Westwood, Burquitlam et Port Coquitlam-Burke Mountain | Port Moody-Coquitlam Circonscription issue de Port Moody-Westwood, Burquitlam et Port Coquitlam-Burke Mountain |
| --- | --- | --- | --- | --- |
| 39e | 2009–2012 | | Iain Black (en)                                                                                                | Libéral |
| 39e | 2011-2012 | | Vacant | Vacant |
| 39e | 2012-2013 | | Joe Trasolini (en)                                                                                             | Néo-démocrate                                                                                                  |
| 40e | 2013–2017 | | Linda Reimer (en)                                                                                              | Libéral |
| 41e | 2017–2020 | | Rick Glumac (en)                                                                                               | Néo-démocrate                                                                                                  |
| 42e | 2020–2024 | | Rick Glumac (en)                                                                                               | Néo-démocrate                                                                                                  |
| Port Moody-Burquitlam                                                                                          | | | | |
| 43e | 2024–en cours                                                                                                  | | Rick Glumac (en)                                                                                               | Néo-démocrate                                                                                                  |

## Résultats électoraux

Frontière de la circonscription en 2015.
Frontière de la circonscription en 2023.